# Добози, Имре

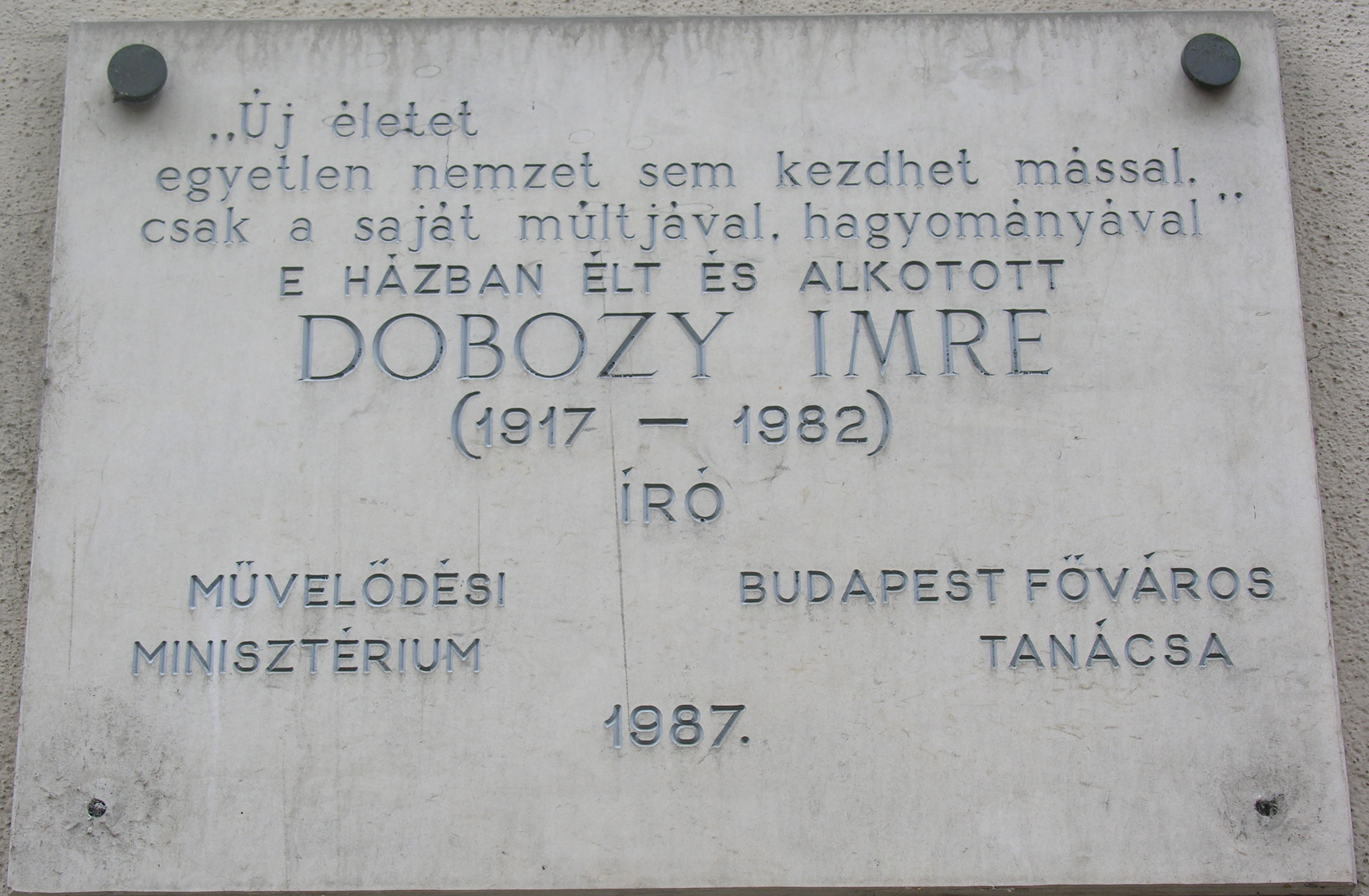
Мемориальная доска в Будапеште

Имре Добози (венг. Imre Dobozy; 30 октября 1917, с. Валь, Австро-Венгрия (ныне медье Фейер Венгрии) — 23 сентября 1982, Будапешт) — венгерский писатель, сценарист и журналист.
Лауреат государственной премии Венгрии им. Кошута (1959) и литературной премии Совета Министров ВНР им. Йожефа Аттилы (1952, 1954).

## Биография
По образованию учитель. Участник Второй мировой войны, был взят в плен Красной Армией. С 1945 года — член ВКП, был руководителем районной партийной организации, работал журналистом, член Союза венгерских писателей.

## Творчество
Активную литературную деятельность начал в 1945 году. Первый роман «Новый Туркев» (1952) построен на основе серии репортажей. Большинство произведений — романы, драмы, сценарии, посвятил проблемам современного венгерского села, формированию нового социалистического сознания.
Автор романа «Облака и солнечный свет» (1953), пьес «Светает», «Ливень» (обе — 1960), «Лебединая песня», «Младший сержант и другие», прозаических книг «Весенний ветер» (1952), «Говорит оружие» (1955), «Обыденные истории» (1956), «Склон горы» (1961), «Унтер-офицер и другие» и др.

## Избранные произведения
- 1938: Június (поэма)
- 1948: A parasztság jelene és jövője (эссе)
- 1951: Túrkeve (серия репортажей)
- 1952: A szent kút (роман)
- 1953: Felhő és napsütés (роман)
- 1955: A fegyverek beszéltek (роман)
- 1958: Szélvihar (драма)
- 1969: Eljött a tavasz (драма)
- 1974: Ősztől tavaszig (сборник драм)
- 1987: Váratlan hangverseny (избранные новеллы).

## Избранные сценарии
- Вчера (1959)
- Ливень (1960)
- Рассвет (1960)
- Лебединая песня (1963)
- Смена (1964)
- Чужой человек (ТВ, 1964)
- Младший сержант и другие (1965)
- Лицом к лицу (1970)